# El Malacate
El Malacate es una localidad del estado mexicano de Michoacán. Es parte del municipio de Tuxpan.

## Toponimia
El nombre «Malacate» proviene de los términos en náhuatl: malina, doblar o torcer; acatl, caña. Su significado es «Huso» o «Aguja de coser».

## Demografía
| Gráfica de evolución demográfica |
|                                  |

| Censo | Población |
| ----- | --------- |
| 1921  | 37        |
| 1930  | 119       |
| 1940  | 28        |
| 1950  | 160       |
| 1960  | 209       |
| 1970  | 400       |
| 1980  | 381       |
| 1990  | 588       |
| 2000  | 780       |
| 2010  | 909       |
| 2020  | 1118      |